# Doll (Familienname)
Doll ist ein deutscher Familienname.

## Namensträger
- Alex Doll (* 1990), russisch-schweizerischer Künstler
- Alexander Doll (* 1970), deutscher Betriebswirt
- Alfred Doll (1871–1942), deutscher Oberamtmann und Landrat
- Anna-Lena Doll (* 1979), deutsche Schauspielerin
- Anton Doll (1826–1887), deutscher Landschaftsmaler
- August Osvald Westrèn-Doll (1882–1961), deutschbaltischer lutherischer Theologe und Pfarrer
- Barbara Doll (* 1972), französische Pornodarstellerin
- Benedikt Doll (* 1990), deutscher Biathlet
- Bernd Doll (* 1946), deutscher Politiker (CDU), Oberbürgermeister und Präsident des Städtetags
- Birgit Doll (1956–2015), österreichische Schauspielerin und Theaterregisseurin
- Caren Marsh-Doll (* 1919), US-amerikanische Schauspielerin und Tänzerin
- Carl von Doll (1834–1910), württembergischer Oberamtmann
- Charly Doll (* 1954), deutscher Laufsportler und Autor
- Christian Doll (* 1971), deutscher Schauspieler, Regisseur und Intendant
- Christiane Doll (* 1957), deutsche Politikerin (SPD), von 1994 bis 1998 Mitglied im Landtag von Sachsen-Anhalt
- Christopher Doll (* 1976), deutscher Regieassistent und Filmproduzent
- Cornelia Doll (1958–2022), deutsche Fußballspielerin
- Dan Doll (* 1969), kanadischer Rennrodler
- Diana Doll (* 1976), slowakische Pornodarstellerin und Model
- Dora Doll (1922–2015), französische Schauspielerin
- Egidius Doll (* 1946), deutscher Organist
- Franz Doll (Künstler) (1899–1982), deutscher Maler, Zeichner und Grafiker
- Franz Doll (1906–nach 1935), deutscher Politiker, Reichstagsabgeordneter der KPD
- Friedrich Doll (1816–1854), Oberst der Revolutionstruppen im badischen Aufstand 1849, Kaufmann
- Georg Doll (1900–1973), deutscher Maler
- Georgia Doll (* 1980), österreichisch-deutsche Theaterregisseurin, Schauspielerin, Dramaturgin und Lyrikerin
- Gudrun Doll-Tepper (* 1947), deutsche Sportwissenschaftlerin, Inklusionspädagogin und Sportfunktionärin
- Hans Peter Doll (1925–1999), deutscher Dramaturg
- Johann Doll (1874–1945), deutscher Pfarrer und bayerischer Heimatforscher
- Karl von Doll (1834–1910), deutscher Oberregierungsrat und Schriftsteller
- Karl Doll (Politiker) (1905–1941), deutscher Politiker, Bürgermeister von Eppingen und Oberkirch
- Karl M. Doll (Karl Maria Doll; 1921–2005), deutscher Kirchenmusiker, Komponist und Lehrer
- Karl Wilhelm Doll (1827–1905), deutscher evangelischer Theologe und Prälat
- Lotta Doll (* 1985), deutsche Schauspielerin und Synchronsprecherin
- Ludwig Doll (1846–1883), deutscher Gründer Waisen- und Missionsanstalt Neukirchen
- Ludwig Anton Doll (1919–2009), deutscher Historiker und Archivar
- Matthias Doll (1816–1898), deutscher Kommunalpolitiker, Bürgermeister von Ingolstadt
- Max Doll (1833–1905), deutscher Geodät
- Nikola Doll (* 1970), deutsche Kunsthistorikerin
- Paul Doll (1915–2003), deutscher Verwaltungsbeamter und Politiker (SPD), MdL Baden-Württemberg
- Richard Doll (1912–2005), britischer Mediziner
- Robert Doll (1923–2018), deutscher Physiker
- Stephanie Doll (* 1988), deutsche Biathletin
- Susanne Doll (* 1956), deutsche Organistin
- Tatjana Doll (* 1970), deutsche Malerin
- Thomas Doll (* 1966), deutscher Fußballspieler und -trainer